# 2. česká národní hokejová liga 1977/1978
2. česká národní hokejová liga 1977/1978 byla 5. ročníkem jedné ze skupin československé třetí nejvyšší hokejové soutěže, druhou nejvyšší samostatnou v rámci České socialistické republiky.

## Systém soutěže
Původně 40, nakonec 39 týmů bylo rozděleno do čtyř desetičlenných regionálních skupin (ze skupiny A odstoupil TJ Kovosvit Holoubkov). Ve skupinách se všech 10 klubů utkalo čtyřkolově každý s každým (celkem 36 kol). Vítězové všech čtyř skupin postoupily do kvalifikace o 1. českou národní hokejovou ligu, ve které se utkaly dvoukolově každý s každým (celkem 4 kola). První dva týmy postoupily do dalšího ročníku 1. ČNHL.
Týmy na posledních místech každé skupiny (vyjma skupiny A) sestoupily do krajských přeborů.

## Základní část

### Skupina A
| Poř. | Tým                       | Z  | V  | R | P  | VB  | OB  | B  |
| ---- | ------------------------- | -- | -- | - | -- | --- | --- | -- |
| 1.   | TJ Slavia IPS Praha       | 32 | 26 | 4 | 2  | 221 | 85  | 56 |
| 2.   | TJ Šumavan Vimperk        | 32 | 23 | 2 | 7  | 205 | 96  | 48 |
| 3.   | TJ Baník Sokolov          | 32 | 23 | 1 | 8  | 178 | 94  | 47 |
| 4.   | VTJ Příbram               | 32 | 20 | 4 | 8  | 188 | 118 | 44 |
| 5.   | TJ Baník Příbram          | 32 | 16 | 4 | 12 | 138 | 121 | 36 |
| 6.   | TJ Uhelné sklady Praha    | 32 | 9  | 2 | 21 | 85  | 162 | 20 |
| 7.   | TJ Slavia PS Karlovy Vary | 32 | 8  | 1 | 23 | 95  | 140 | 17 |
| 8.   | TJ Lokomotiva Beroun      | 32 | 6  | 2 | 24 | 83  | 260 | 14 |
| 9.   | TJ Klatovy                | 32 | 1  | 4 | 27 | 79  | 196 | 6  |

Před zahájením soutěže odstoupil klub TJ Kovosvit Holoubkov, který nebyl nikým nahrazen a skupina se tak odehrála v 9, pročež z ní žádný klub nesestupoval.

### Skupina B
| Poř. | Tým                      | Z  | V  | R | P  | VB  | OB  | B  |
| ---- | ------------------------ | -- | -- | - | -- | --- | --- | -- |
| 1.   | VTJ Písek                | 36 | 25 | 5 | 6  | 167 | 79  | 55 |
| 2.   | VTJ Hodonín              | 36 | 22 | 5 | 9  | 224 | 129 | 49 |
| 3.   | TJ Zetor Brno B          | 36 | 22 | 4 | 10 | 200 | 127 | 48 |
| 4.   | TJ Jitex Písek           | 36 | 21 | 4 | 11 | 205 | 123 | 46 |
| 5.   | TJ Kolín                 | 36 | 21 | 2 | 13 | 178 | 141 | 44 |
| 6.   | TJ DP I. ČLTK Praha      | 36 | 18 | 4 | 14 | 141 | 144 | 40 |
| 7.   | TJ Vodní stavby Tábor    | 36 | 16 | 6 | 14 | 180 | 140 | 38 |
| 8.   | TJ Jiskra Havlíčkův Brod | 36 | 11 | 5 | 20 | 146 | 173 | 27 |
| 9.   | TJ Spartak BS Vlašim     | 36 | 3  | 3 | 30 | 84  | 256 | 9  |
| 10.  | TJ Spartak Lada Soběslav | 36 | 2  | 0 | 34 | 86  | 299 | 4  |

TJ Zetor Brno B hrála svá domácí utkání v Náměšti nad Oslavou.

### Skupina C
| Poř. | Tým                              | Z  | V  | R | P  | VB  | OB  | B  |
| ---- | -------------------------------- | -- | -- | - | -- | --- | --- | -- |
| 1.   | TJ Stadion Hradec Králové        | 36 | 33 | 2 | 1  | 242 | 78  | 68 |
| 2.   | TJ Autoškoda Mladá Boleslav      | 36 | 23 | 4 | 9  | 146 | 113 | 50 |
| 3.   | TJ Slovan NV Louny               | 36 | 22 | 3 | 11 | 169 | 110 | 47 |
| 4.   | VTJ Litoměřice                   | 36 | 14 | 7 | 15 | 135 | 136 | 35 |
| 5.   | VTJ Mělník                       | 36 | 15 | 5 | 16 | 136 | 152 | 35 |
| 6.   | TJ Spartak Nové Město nad Metují | 36 | 14 | 4 | 18 | 152 | 140 | 32 |
| 7.   | TJ Stadion Teplice               | 36 | 11 | 4 | 21 | 120 | 160 | 26 |
| 8.   | TJ Baník SHD Most                | 36 | 12 | 2 | 22 | 112 | 170 | 26 |
| 9.   | TJ Spolana Neratovice            | 36 | 9  | 3 | 24 | 97  | 157 | 21 |
| 10.  | TJ Slovan Frýdlant               | 36 | 9  | 2 | 25 | 89  | 182 | 20 |

### Skupina D
| Poř. | Tým                       | Z  | V  | R | P  | VB  | OB  | B  |
| ---- | ------------------------- | -- | -- | - | -- | --- | --- | -- |
| 1.   | TJ TŽ VŘSR Třinec         | 36 | 30 | 2 | 4  | 220 | 86  | 62 |
| 2.   | TJ Tatra Kopřivnice       | 36 | 26 | 2 | 8  | 204 | 104 | 54 |
| 3.   | TJ AZ Havířov             | 36 | 24 | 5 | 7  | 155 | 84  | 53 |
| 4.   | TJ Stadion Šumperk        | 36 | 17 | 2 | 17 | 127 | 129 | 36 |
| 5.   | TJ Prostějov              | 36 | 13 | 7 | 16 | 136 | 129 | 33 |
| 6.   | TJ Zbrojovka Vsetín       | 36 | 13 | 4 | 19 | 119 | 146 | 30 |
| 7.   | TJ Slovan Hodonín         | 36 | 12 | 4 | 20 | 120 | 161 | 28 |
| 8.   | TJ Nový Jičín             | 36 | 12 | 2 | 22 | 116 | 179 | 26 |
| 9.   | TJ Tatra Vagónka Studénka | 36 | 12 | 0 | 24 | 132 | 193 | 24 |
| 10.  | TJ Sokol Ostrava-Poruba   | 36 | 6  | 2 | 28 | 89  | 207 | 14 |

Týmy TJ Spartak Lada Soběslav, TJ Slovan Frýdlant a TJ Sokol Ostrava-Poruba sestoupily do krajských přeborů. Nahradily je kluby, jež uspěly v kvalifikaci TJ Bohemians ČKD Praha, TJ ZKL Klášterec nad Ohří, TJ Žďas Žďár nad Sázavou a TJ Spartak Tesla Opočno.

## Kvalifikace o 1. ČNHL
| Poř. | Tým                       | Z | V | R | P | VB | OB | B  |
| ---- | ------------------------- | - | - | - | - | -- | -- | -- |
| 1.   | TJ Stadion Hradec Králové | 6 | 4 | 2 | 0 | 26 | 12 | 10 |
| 2.   | TJ Slavia IPS Praha       | 6 | 3 | 3 | 0 | 24 | 13 | 9  |
| 3.   | TJ TŽ VŘSR Třinec         | 6 | 2 | 0 | 4 | 14 | 23 | 4  |
| 4.   | VTJ Písek                 | 6 | 0 | 1 | 5 | 9  | 25 | 1  |

Týmy TJ Stadion Hradec Králové a TJ Slavia IPS Praha postoupily do dalšího ročníku 1. ČNHL. Nahradily je sestupující týmy TJ Baník ČSA Karviná a TJ Poldi SONP Kladno B.